# شاهزادگان جهان
«شاهزادگان جهان» (به انگلیسی: Princes of the Universe) تک‌آهنگی از کوئین است که در سال ۱۹۸۶ میلادی منتشر شد.